# Adolf Fischhof
Adolf Ephraim Fischhof, född den 8 december 1816 i Buda, död den 23 mars 1893, var en österrikisk politiker.
Fischhof, som var av judisk släkt, studerade i Wien 1836–44 och blev sjukhusläkare där. Han tog verksam del i den politiska röran marsdagarna 1848 som en av studenternas anförare och var maj–juli ordförare för säkerhetsutskottet, som stod som medlare mellan folkmassan och myndigheterna. 
Han var senare medlem av riksdagen, där han hörde till det utpräglade framstegsparti, samt ministerialråd i inrikesministeriet, men blev i mars 1849 fängslad och satt fången i 9 månader som misstänkt för deltagande i krigsminister Latours mord. 
Han var därefter läkare i Wien, men blev först 1861 återinsatt i sina medborgerliga rättigheter. Tillsammans med den senare ministern Unger skrev Fischhof 1861 en flygskrift Zur Lösung der ungarischen Frage, i vilken han uttalade sig för den senare genomförda tudelningen av monarkin.  
År 1869 tog han till orda för en federalistisk ordning i Österrike och försoning mellan tyskar och slaver. Också 1882 sökte Fischhof, men utan framgång, bilda ett stort frisinnat parti, omfattande alla Österrikes folkslag, och att få språkstriden mellan dem upphävd.